# Todralazyna

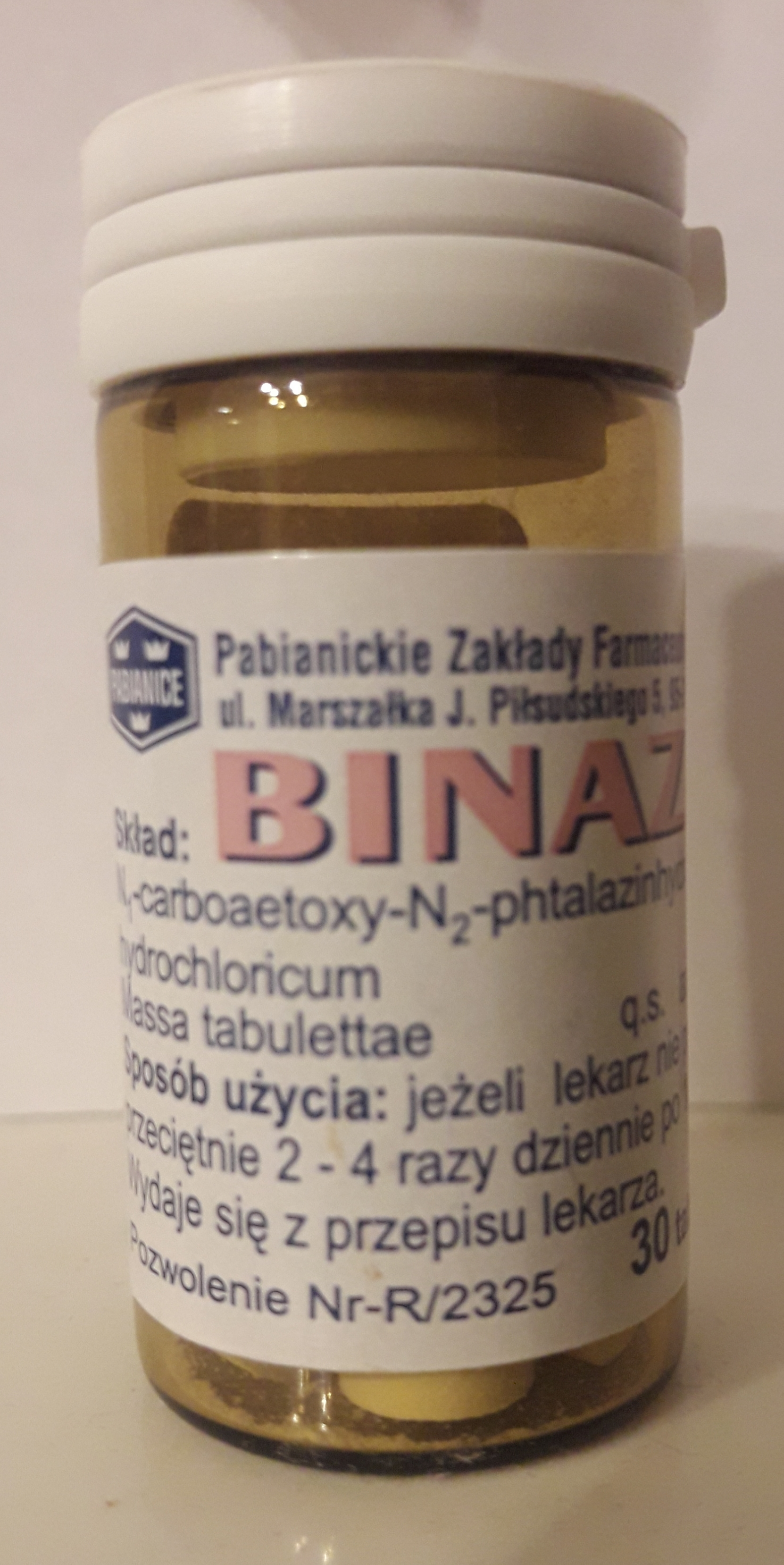
Opakowanie oryginalnego polskiego leku Binazin

Todralazyna – organiczny związek chemiczny, pochodna hydrazynoftalazyny o najmniejszej toksyczności. Oryginalny, polski lek hipotensyjny zsyntetyzowany przez Stanisława Binieckiego w 1958 roku, natomiast wprowadzony do lecznictwa w 1964 roku. Mechanizm działania hipotensyjnego todralazyny, podobnie jak innych pochodnych hydrazynoftalazyny, jest głównie obwodowy. Obecnie lek stracił na znaczeniu, wyparty przez inne, nowocześniejsze leki. Stosowana w postaci chlorowodorku.

## Przeciwwskazania
- nadwrażliwość na pochodne hydrazynoftalazyny
- zaburzenia krążenia mózgowego
- porfiria
- choroby zastawki dwudzielnej
- tętniak rozwarstwiający aorty
- kardiomiopatia przerostowa
- choroba niedokrwienna serca

Należy zachować ostrożność u chorych z uszkodzeniem czynności wątroby lub nerek.

## Interakcje
Todralazyna nasila działanie hipotensyjne innych leków hipotensyjnych. Korzystnie współdziała w skojarzeniu z diuretykami tiazydowymi i β-adrenolitykami. Zwiększa działanie depresyjne etanolu i działanie nasenne barbituranów.

## Działania niepożądane
- kołatania serca
- tachykardia
- dławica piersiowa
- zawroty i bóle głowy
- dolegliwości dyspeptyczne: nudności, wymioty, brak łaknienia, biegunka
- hipotonia ortostatyczna
- obrzęki
- obrzęk błony śluzowej nosa
- neuropatia obwodowa
- objawy zespołu toczniopodobnego.

## Stosowanie w ciąży i laktacji
Kategoria C. Nie należy stosować leku w okresie karmienia piersią.

## Dawkowanie
Zazwyczaj 20–40 mg 3 razy na dobę p.o. w skojarzeniu z diuretykiem tiazydowym albo beta-adrenolitykiem.

## Preparaty
- Binazin (Pabianickie Zakłady Farmaceutyczne Polfa).

Poza Polską lek jest znany jeszcze w Japonii, gdzie produkowany był pod różnymi nazwami handlowymi, m.in. Apendor, Apirachol, Atapren.